# 霍里克薩斯
霍里克薩斯是非洲西南部國家納米比亞的城市，由庫內內區負責管轄，受半乾旱氣候影響，每年平均降雨量233毫米，市內缺乏經濟發展和就業機會，2001年人口估計約5,890。
20°22′S 14°58′E / 20.367°S 14.967°E